# Бјенвијер о Боа
Бјенвијер о Боа (фр. Bienvillers-au-Bois) насеље је и општина у североисточној Француској у региону Север-Па д Кале, у департману Па де Кале која припада префектури Арас.
По подацима из 2011. године у општини је живело 623 становника, а густина насељености је износила 84,3 становника/km². Општина се простире на површини од 7,39 km². Налази се на средњој надморској висини од 156 метара (максималној 167 m, а минималној 140 m).

## Демографија
| 1962. | 1968. | 1975. | 1982. | 1990. | 1999. | 2011. |
| ----- | ----- | ----- | ----- | ----- | ----- | ----- |
| 599   | 629   | 665   | 584   | 614   | 619   | 623   |

График промене броја становника у току последњих година